# Камаев, Денис Игоревич
Денис Игоревич Камаев (род. 6 марта 1994, Ижевск) — российский хоккеист, нападающий.

## Биография
Уроженец Ижевска, воспитанник ЦСКА. В сезоне 2010/11 играл за команду МХЛ «Красная армия». На драфте CHL 2011 года был выбран под 41 номером клубом QMJHL «Руэн-Норанда Хаскис», в котором провёл сезон 2011/12. В следующем сезоне перешёл в команду «Шербрук Финикс». Летом 2013 года вернулся в Россию. Сезон начал в команде ВХЛ ТХК Тверь, за которую провёл один матч, сыграв семь секунд в гостевой игре против «ВМФ-Карелии». В сентябре — октябре провёл девять матчей в КХЛ за ЦСКА, затем играл в ВХЛ за «Кубань» и в МХЛ за «Красную армию». В дальнейшем выступал за команды ВХЛ «Ариада» (2014/15), «Торос» (2015/16), «Химик», «Рязань» и «Буран» (все — 2016/17), «Чэнтоу» (2017/18), «Саров» и «Молот-Прикамье» (2018).
Участник чемпионата мира среди юниоров 2012.
Окончил МГАФК. Тренер в школе хоккея «Hockey way».